# Kaltarbeitsstahl
Bei Kaltarbeitsstahl handelt es sich um Werkzeugstahl, der für Bearbeitungstemperaturen bis 200 °C eingesetzt werden kann. Unlegierte Kaltarbeitsstähle werden hauptsächlich im Werkzeugbau eingesetzt, wo ein zäher Bauteilkern benötigt wird. Legierte Kaltarbeitsstähle werden im Formenbau und in der Nahrungsmittelindustrie verwendet, wenn eine höhere Gesamtfestigkeit erforderlich ist. Als Richtwert für die 0,2-%-Dehngrenze lassen sich Werte von 1900 bis 3200 MPa angeben.

## Anwendungsbeispiele für Kaltarbeitsstähle im Werkzeugbau
- Unlegierte Kaltarbeitsstähle
  - C70U Handwerkzeuge aller Art
  - C105U Gewindeschneidwerkzeuge, Tiefziehwerkzeuge
- Legierte Kaltarbeitsstähle
  - X153CrMoV12 (1.2379) Schnittwerkzeuge, Strangpressmatrizen u. v. m.
  - X210CrW12  (1.2436) Schnittwerkzeuge, Scherenmesser
  - 90MnCrV8 (1.2842) Gewindebohrer
  - 102Cr6 (1.2067) Lehren, Dorne, Stempel
  - 45NiCrMo16 (1.2767) Massivprägewerkzeuge